# Banda Besar
Banda Besar, vroeger ook Groot Banda, ook Lontor, Lonthor, Lonthoir of Lontar genoemd (naar de grootste nederzetting van het eiland op de noordwestkust), is een Indonesisch eiland van vulkanische oorsprong in de Molukken, onderdeel van de Banda-eilanden, gelegen centraal in de Bandazee. Het eiland behoort tot de provincie Maluku. Banda Besar is het grootste van de Banda-eilanden en is samen met de actieve vulkaan Banda Api, of Vuurberg, en het hoofdeiland Banda Neira centraal gelegen in de archipel. De drie eilanden zijn van elkaar gescheiden door zeeëngtes van minder dan 1 km.
Op Banda Besar wordt veel nootmuskaat verbouwd. De eilanden zijn al eeuwenlang de voornaamste bron van het kruid ter wereld. Uit het tijdperk van de Vereenigde Oostindische Compagnie dateren de huidige ruïnes van Fort Hollandia (Benteng Hollandia) bij de voornaamste nederzetting van het eiland, Lonthoir of Lonthor in het noordwesten van het eiland, en Fort Concordia (Benteng Concordia) bij Waer aan de zuidoostelijke kust.
Een derde nederzetting op het eiland is Selamon in het noordoosten, hier werd begin 17e eeuw Cornelis van Senen geboren.
De heuvels op het eiland zijn tot 536 meter hoog, het eiland heeft een lengte van 12 km en een breedte tot 3 km.
Zie Bloedbad van Banda voor het artikel over de massamoord op Banda Besar.